# Dušan Podpečan
Dušan Podpečan (* 12. Oktober 1975 in Celje) ist ein ehemaliger slowenischer Handballspieler. Seine Körperlänge beträgt 1,96 m.
Podpečan, der zuletzt für den deutschen Club ThSV Eisenach spielte und für die slowenische Nationalmannschaft auflief, war Handballtorwart.
Dušan Podpečan begann mit dem Handballspiel beim Serienmeister RK Celje in seiner Heimatstadt. Dort debütierte er in der Saison 1995/96 in der ersten Mannschaft und gewann 1996, 1997, 1998 sowie 2000 Meisterschaft und Pokal. Da er hinter Dejan Perić aber meist nur wenig Spielzeit bekam, wechselte er 2000 zu Velika Nedelja. Von dort zog er 2002 zum RK Mobitel Prule 67 Ljubljana und 2004 weiter zum RK Gorenje Velenje. Mit allen Vereinen blieb er aber weitestgehend erfolglos, da er nie an seinem alten Club Celje vorbeikam. Just 2006 meldete sich aber dieser Verein bei Podpečan wieder und verpflichtete ihn als Nachfolger des zu BM Valladolid abgewanderten Gregor Lorger. Mit Celje gewann er erneut 2007 Meisterschaft und Pokal, war aber diesmal hinter Gorazd Škof nur zweite Wahl, sodass er sich im Sommer 2007 den Schweizer Kadetten Schaffhausen anschloss. 2009 kehrte er nach Slowenien zu RK Koper zurück, gewann 2011 Meisterschaft und Pokal und beendete dort seine Karriere im Jahr 2013.
Dušan Podpečan hat 100 Länderspiele für die slowenische Nationalmannschaft bestritten. Mit Slowenien zog er bei der Handball-Europameisterschaft 2004 im eigenen Land ins Finale ein, unterlag dort aber dem deutschen Team. Im gleichen Jahr nahm er an den Olympischen Spielen 2004 teil. Bei der Handball-Weltmeisterschaft der Herren 2007 in Deutschland stand er nur im erweiterten Aufgebot der seines Landes. Im Mai 2019 half er aufgrund der Verletzung von Blaž Vončina beim ThSV Eisenach in der Relegation um den Aufstieg in die 2. Bundesliga aus.